# Рјолунато (Модена)
Рјолунато (итал. Riolunato) је насеље у Италији у округу Модена, региону Емилија-Ромања.
Према процени из 2011. у насељу је живело 385 становника. Насеље се налази на надморској висини од 722 м.

## Становништво
Према резултатима пописа становништва 2011. у општини је живело 759 становника.
| 1931. | 1936. | 1951. | 1961. | 1971. | 1981. | 1991. | 2001. | 2011. |
| ----- | ----- | ----- | ----- | ----- | ----- | ----- | ----- | ----- |
| 1.847 | 1.920 | 1.686 | 1.399 | 1.125 | 966   | 837   | 737   | 759   |

## Партнерски градови
- Торсхавн